# Aloeides caledoni
Aloeides caledoni (tên tiếng Anh: Caledon Copper) là một loài bướm thuộc họ Lycaenidae. Đây là loài đặc hữu của Nam Phi, nơi nó có dải phân bố rộng nhưng hiếm và có ở West Cape.
Sải cánh khoảng 35–39 mm đối với con đực và 38–45 mm đối với con cái. Cá thể trưởng thành mọc cánh từ tháng 8 tới tháng 11. Mỗi năm loài này có một thế hệ.